# Liste der Kulturgüter in Uttigen
Die Liste der Kulturgüter in Uttigen enthält alle Objekte in der Gemeinde Uttigen im Kanton Bern, die gemäss der Haager Konvention zum Schutz von Kulturgut bei bewaffneten Konflikten, dem Bundesgesetz vom 20. Juni 2014 über den Schutz der Kulturgüter bei bewaffneten Konflikten sowie der Verordnung vom 29. Oktober 2014 über den Schutz der Kulturgüter bei bewaffneten Konflikten unter Schutz stehen.
Objekte der Kategorie A sind im Gemeindegebiet nicht ausgewiesen, Objekte der Kategorie B sind vollständig in der Liste enthalten, Objekte der Kategorie C fehlen zurzeit (Stand: 29. April 2024). Unter übrige Baudenkmäler sind geschützte Objekte zu finden, die im Bauinventar des Kantons Bern als «schützenswert» verzeichnet sind.

## Kulturgüter
| Foto |                                                             | Objekt                                    | Kat. | Typ | Standort        | Beschreibung |
| ---- | ----------------------------------------------------------- | ----------------------------------------- | ---- | --- | --------------- | --- |
| ja   | Datei hochladen · Wikidata zu Burgruine Uttigen (Q29675700) | Mittelalterliche Burgruine KGS-Nr.: 01306 | B    | G   | 610190 / 182820 | Reste einer Ringmauer aus dem 13. oder 14. Jahrhundert, die zur Burg der Freiherren von Wädenswil gehörte. Das befestigte Plateau, um das die Mauer gebaut ist, war wahrscheinlich der Standort einer aufgegebenen Minderstadt mit eingeschränktem Stadtrecht. |

## Übrige Baudenkmäler
Hinweis: Anstelle der KGS-Nummer wird als Objekt-Identifikator (ID) die Grundstücksnummer verwendet.
| ID  | Foto |                 | Objekt                                          | Typ | Standort                           | Beschreibung |
| --- | ---- | --------------- | ----------------------------------------------- | --- | ---------------------------------- | ------------ |
| 32  | BW   | Datei hochladen | Stöckli (1822)                                  | G   | Dörfli 5 609401 / 182927           |              |
| 34  | BW   | Datei hochladen | Ehemaliges Schulhaus (1912)                     | G   | Bühlweg 1 610209 / 182616          |              |
| 52  | BW   | Datei hochladen | Wohnhaus (frühes 20. Jh.)                       | G   | Stationsstrasse 35 610894 / 182596 |              |
| 161 | BW   | Datei hochladen | Ehemalige Oele, Reibe und Knochenstampfe (1671) | G   | Dorfstrasse 9 610259 / 182667      |              |
| 268 | BW   | Datei hochladen | Wohnstock mit Ökonomieteil (17. Jh.)            | G   | Uttiggut 1 610242 / 182185         |              |
| 268 | BW   | Datei hochladen | Scheune (2. Hälfte 18. Jh.)                     | G   | Uttiggut 3 610188 / 182188         |              |
| 850 | BW   | Datei hochladen | Stöckli (um 1780)                               | G   | Hübeli 3 610095 / 182815           |              |